# Slavkovské pliesko
Slavkovské pliesko nebo Slavkovské pleso (polsky Sławkowski Stawek, německy Schlagendorfer Seechen, maďarsky Szalóki-tavacskák) je ledovcové jezero ve Vysokých Tatrách na Slovensku. Dřívější pojmenování Slavkovské plesá, Slavkovské plieska, Tri plesá, Tri Slavkovské plesá, Tri Slavkovské plieska odkazuje na další dvě malá plesa, která se nacházela v jeho blízkosti a v průběhu 20. století vyschla případně se sporadicky naplňují nepatrným množstvím vody. Obdobně prošlo změnou polské pojmenování. Název je odvozen od Slavkovské doliny, která dostala jméno po obci Veľký Slavkov, do jejíhož katastru toto území historicky patřilo. Má rozlohu 0,1065 ha, je 52 m dlouhé a 25 m široké. Dosahuje maximální hloubky 2,5 m a objemu 1085 m³. Leží v nadmořské výšce 1676 m.

## Okolí

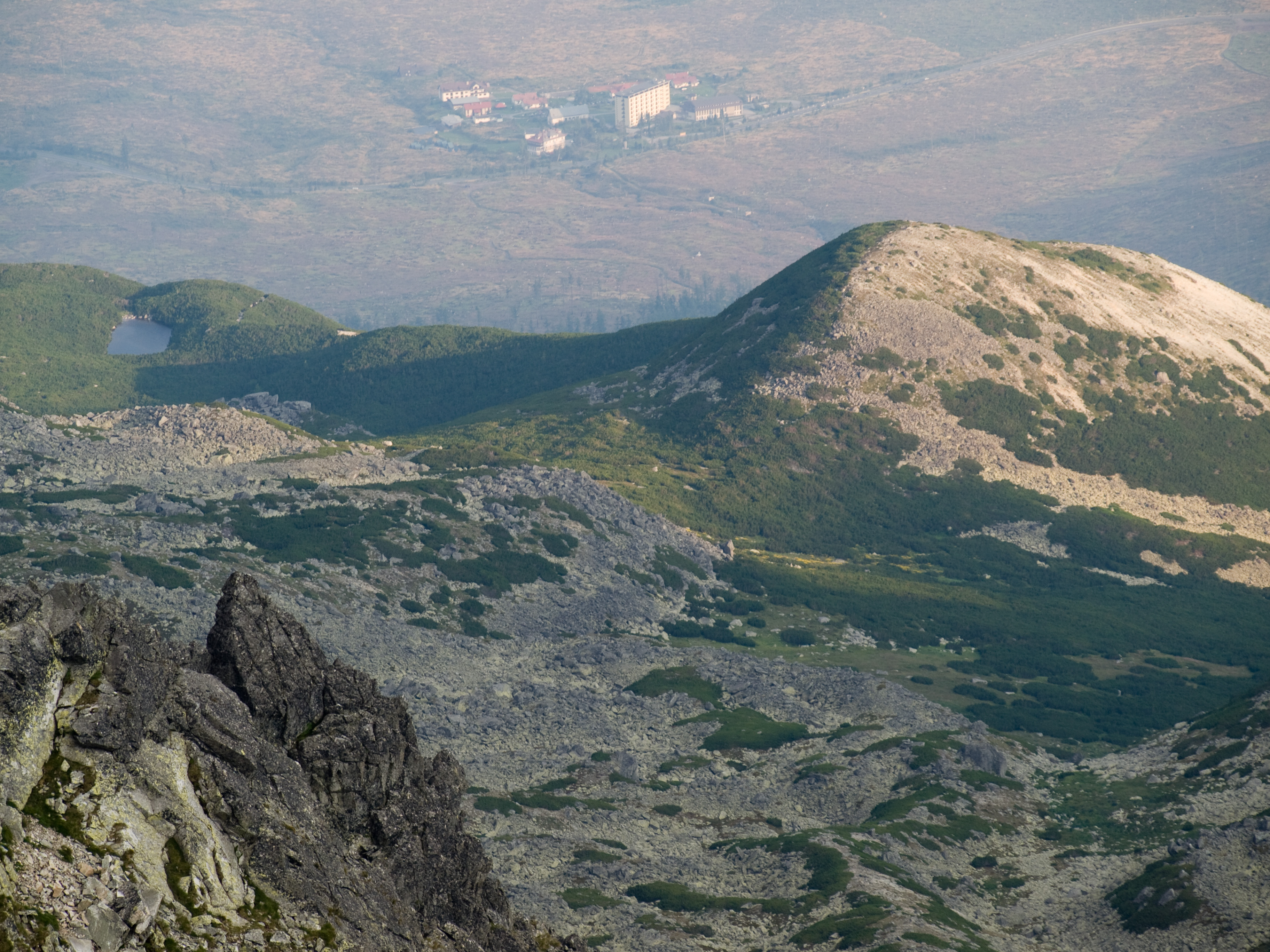
Nalevo od vrcholu Senná kopa je v pozadí Slavkovské pliesko

Pleso se nachází uprostřed kosodřeviny v Kotli Slavkovských ples ve Slavkovské dolině na úpatí Senné kopy na sever od Tatranské magistrály mezi Hrebienkem a Sliezkym domom.

### Útulna
V roce 1878 byla z iniciativy Uherského karpatského spolku ve Slavkovské dolině postavena kamenná útulna. Skládala se pouze z jednoho pokoje a sloužila jako noclehárna pro turisty, kteří vystupovali na Slavkovský štít. Nesloužila dlouho. V zimě roku 1882 ji zničila lavina. Skupina smokoveckých sportovců se po mnoha letech rozhodla znovu postavit ve Slavkovské dolině malou chatu, ale na bezpečnějším místě. Na jaře 1945 strhla lavina sklad stavebního materiálu a tak výstavba skončila.

## Vodní režim
Plesem ze severu na jih protéká jedna ze zdrojnic Slavkovského potoka. Rozměry jezera v průběhu času zachycuje tabulka:
| Rok     | Měření prováděl   | Rozloha ha | Délka m | Šířka m | Hloubka max.m | Objem m³ |
| ------- | ----------------- | ---------- | ------- | ------- | ------------- | -------- |
| 1961–67 | pracovníci TANAPu | 0,100      | 52      | 25      | 2,5           | [ 2 ]    |
| 2005    | Gregor, Pacl      | 0,1065     | [ 2 ]   | [ 2 ]   | 2,5           | 1 085    |

## Přístup
- červená tatranská magistrála od Hrebienku (↑1:30 h., ↓1:30 h.).
- červená tatranská magistrála od Sliezkym domom (↑1:00 h.,↓1:00 h.).